# 14 Pułk Grenadierów (Imperium Rosyjskie)
14 pułk grenadierów (ros. 14-й гренадерский Грузинский Его Императорского Высочества Наследника Цесаревича Великого Князя Алексея Николаевича полк) – oddział piechoty Armia Imperium Rosyjskiego.

## Charakterystyka
Pułk sformowany został w 1700. Stacjonował między innymi w m. Gori. 

 W przededniu I wojny światowej pułk etatowo posiadał cztery bataliony po cztery kompanie oraz kompanię tyłową. Kompania piechoty czasu wojny liczyła około 240 żołnierzy i 4–5 oficerów. Na szczeblu pułku występował także pododdział karabinów maszynowych (8 km), łączności (w tym 14 konnych gońców i 21 telefonistów) i zwiadowczy (64 zwiadowców, w tym 4 kolarzy). W sumie pułk liczył około 4000 żołnierzy.
Rozformowany w 1918.

## Podporządkowanie
Lipiec 1914:
- Kaukaska Dywizja Grenadierów – Tyflis
  - 1 Brygada Grenadierów 
    - 14 pułk grenadierów – Gori